# VIParade
VIParade war eine Samstagabendshow des Schweizer Fernsehens auf SF 1. Die Sendung wurde von Sven Epiney moderiert. Das Format wurde am 3. April 2004 zum ersten Mal ausgestrahlt, am 29. Oktober 2005 wurde die Show aufgrund enttäuschender Zuschauerquoten eingestellt. Die Sendung ist von B&B Endemol Shine produziert worden.

## Konzept
Bei jeder Sendung wurden sechs Schweizer Prominente aus Unterhaltung, Politik und Wirtschaft eingeladen. Die VIPs wurden zu Beginn in drei Zweiergruppen aufgeteilt. Nach zwei Spielrunden kam das beste Team in die Finalrunde. Von hier an spielten die beiden vorherigen Teammitgliedern gegeneinander um den Tagessieg. Mit Hilfe von Postkarten oder dem Telefon konnten die Zuschauer auf ihren Favoriten setzen und eine Reise oder 50'000 Franken gewinnen. Der Showablauf wurde durch Auftritte von nationalen und internationalen Musikgruppen aufgelockert, des Weiteren wurden Filme von einem Strassenkomödianten eingespielt.
Die Idee von VIParade war, die VIPs von ihrer persönlichen und privaten Seite kennenzulernen, so verbrachten sie am Anfang die Zeit auf einem grossen Sofa, auf dem sie zusammen redeten und vom Moderator interviewt wurden.